# Koszuty (powiat słupecki)
Koszuty (też: Koszuty Duże) – wieś w Polsce położona w województwie wielkopolskim, w powiecie słupeckim, w gminie Słupca, przy trasie drogi wojewódzkiej nr 263.
Wieś duchowna, własność opata cystersów w Lądzie. Wzmiankowana w 1253 roku. Pod koniec XVI wieku leżała w powiecie konińskim województwa kaliskiego. W końcu XVIII wieku w Koszutach przebywał Jędrzej Kitowicz. W latach 1975–1998 miejscowość należała administracyjnie do województwa konińskiego.
W 1720 roku z fundacji Mikołaja Łukomskiego zbudowano we wsi drewniany kościół. Podczas II wojny światowej został częściowo rozebrany przez Niemców. W 1946 roku dokonano rekonstrukcji świątyni, wykorzystując do tego materiał pozostawiony z rozbiórki. Budynek jest jednonawowy z prezbiterium zamkniętym wielobocznie. W ołtarzu głównym znajduje się obraz Matki Boskiej Rokitneńskiej z 1737 roku, a w ołtarzu bocznym umieszczony jest obraz Pietà z końca XVI wieku z klęczącą postacią księdza donatora. 
We wsi znajduje się Szkoła Podstawowa im. Józefa Janika w Koszutach.  

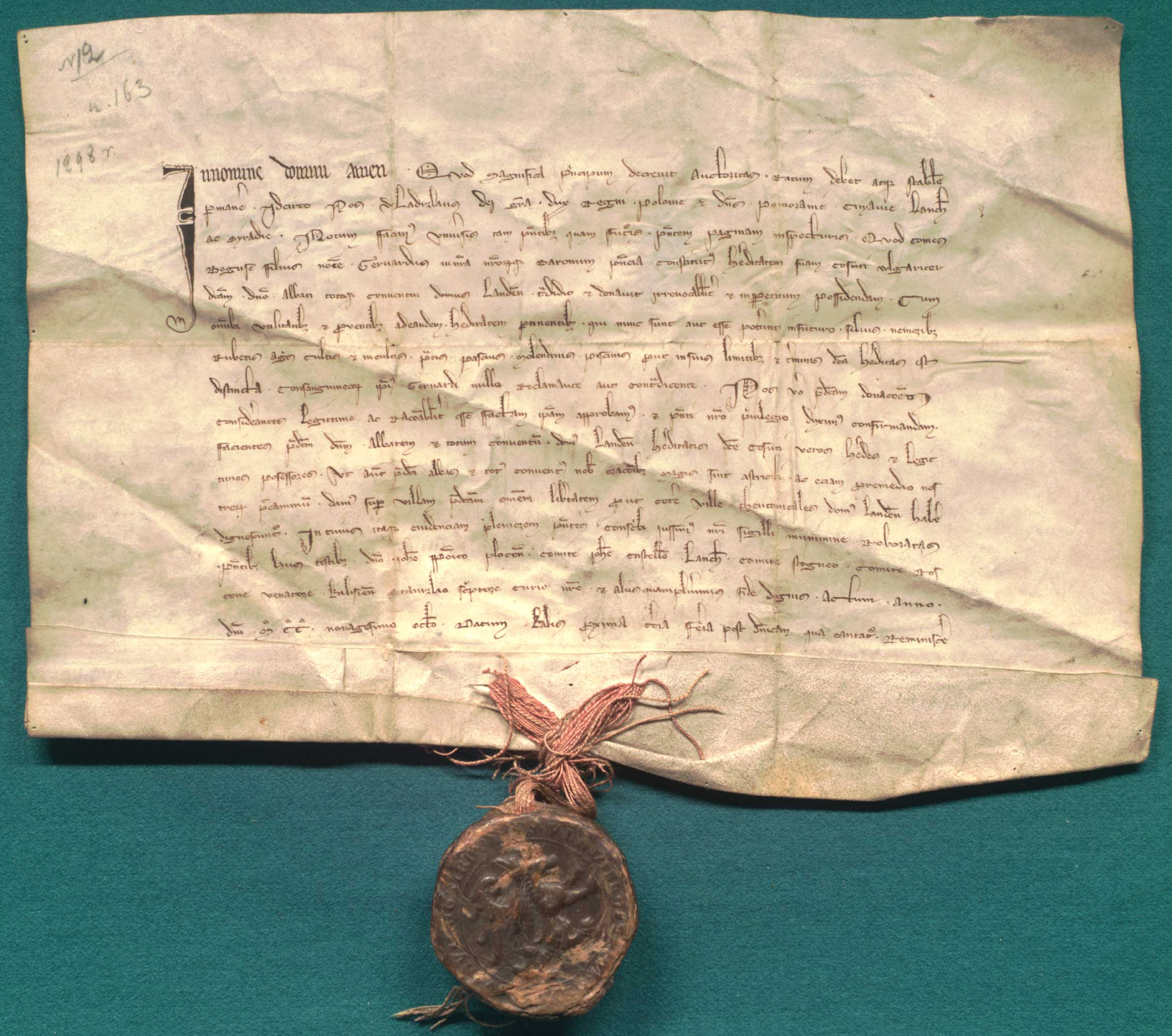
Władysław Łokietek zatwierdza darowiznę wsi Koszuty przez komesa Gerwarda, syna Boguszy, na rzecz klasztoru cystersów w Lądzie, 4 marca 1298